# Temporada 1978 del Campeonato del Mundo de Motociclismo
La temporada de 1978 del Campeonato del Mundo de Motociclismo fue la 30.º edición del Campeonato Mundial de Motociclismo.

## Desarrollo y resultados
Había una gran expectación a principios de temporada. La popularidad del vigente campeón Barry Sheene había impulsado el atractivo de las carreras de motos en el ámbito de los medios de comunicación pero la llegada del estadounidense Kenny Roberts le dio aún más emoción al campeonato. Un joven español, Ricardo Tormo ganó cinco de los siete Grandes Premios en 50 cc para Bultaco. El italiano Eugenio Lazzarini ganó el título de 125 cc a bordo de una MBA. El sudafricano Kork Ballington se adjudicó el doble título mundial de 250 cc y 350 cc para Kawasaki, con Walter Villa en 1976 y Mike Hailwood en 1967.

## Calendario y resultados
| Ronda | Fecha            | Gran Premio                     | Circuito                 | Ganador 50cc      | Ganador 125cc      | Ganador 250cc   | Ganador 350cc     | Ganador 500cc    |
| ----- | ---------------- | ------------------------------- | ------------------------ | ----------------- | ------------------ | --------------- | ----------------- | ---------------- |
| 1     | 19 de marzo      | Gran Premio de Venezuela        | San Carlos               |                   | Pier Paolo Bianchi | Kenny Roberts   | Takazumi Katayama | Barry Sheene     |
| 2     | 16 de abril      | Gran Premio de España           | Jarama                   | Eugenio Lazzarini | Eugenio Lazzarini  | Gregg Hansford  |                   | Pat Hennen       |
| 3     | 30 de abril      | Gran Premio de Austria          | Salzburgring             |                   | Eugenio Lazzarini  |                 | Kork Ballington   | Kenny Roberts    |
| 4     | 7 de mayo        | Gran Premio de Francia          | Nogaro                   |                   | Pier Paolo Bianchi | Gregg Hansford  | Gregg Hansford    | Kenny Roberts    |
| 5     | 14 de mayo       | Gran Premio de las Naciones     | Mugello                  | Ricardo Tormo     | Eugenio Lazzarini  | Kork Ballington | Kork Ballington   | Kenny Roberts    |
| 6     | 24 de junio      | Gran Premio de los Países Bajos | Assen                    | Eugenio Lazzarini | Eugenio Lazzarini  | Kenny Roberts   | Kork Ballington   | Johnny Cecotto   |
| 7     | 2 de julio       | Gran Premio de Bélgica          | Spa-Francorchamps        | Ricardo Tormo     | Pier Paolo Bianchi | Paolo Pileri    |                   | Wil Hartog       |
| 8     | 23 de julio      | Gran Premio de Suecia           | Karlskoga                |                   | Pier Paolo Bianchi | Gregg Hansford  | Gregg Hansford    | Barry Sheene     |
| 9     | 30 de julio      | Gran Premio de Finlandia        | Imatra                   |                   | Ángel Nieto        | Kork Ballington | Kork Ballington   | Wil Hartog       |
| 10    | 6 de agosto      | Gran Premio de Gran Bretaña     | Silverstone              |                   | Ángel Nieto        | Anton Mang      | Kork Ballington   | Kenny Roberts    |
| 11    | 20 de agosto     | Gran Premio de Alemania         | Nürburgring Nordschleife | Ricardo Tormo     | Ángel Nieto        | Kork Ballington | Takazumi Katayama | Virginio Ferrari |
| 12    | 27 de agosto     | Gran Premio de Checoslovaquia   | Brno                     | Ricardo Tormo     |                    | Kork Ballington | Kork Ballington   |                  |
| 13    | 17 de septiembre | Gran Premio de Yugoslavia       | Rijeka                   | Ricardo Tormo     | Ángel Nieto        | Gregg Hansford  | Gregg Hansford    |                  |